# La Lande-d'Airou
La Lande-d'Airou és un municipi francès situat al departament de la Manche i a la regió de Normandia. L'any 2007 tenia 499 habitants.

## Demografia

### Població
El 2007 la població de fet de La Lande-d'Airou era de 499 persones. Hi havia 205 famílies de les quals 55 eren unipersonals (20 homes vivint sols i 35 dones vivint soles), 71 parelles sense fills, 75 parelles amb fills i 4 famílies monoparentals amb fills.
La població ha evolucionat segons el següent gràfic:
Habitants censats

### Habitatges
El 2007 hi havia 280 habitatges, 209 eren l'habitatge principal de la família, 55 eren segones residències i 16 estaven desocupats. Tots els 275 habitatges eren cases. Dels 209 habitatges principals, 154 estaven ocupats pels seus propietaris, 53 estaven llogats i ocupats pels llogaters i 2 estaven cedits a títol gratuït; 4 tenien una cambra, 9 en tenien dues, 30 en tenien tres, 53 en tenien quatre i 113 en tenien cinc o més. 161 habitatges disposaven pel capbaix d'una plaça de pàrquing. A 79 habitatges hi havia un automòbil i a 113 n'hi havia dos o més.

### Piràmide de població
La piràmide de població per edats i sexe el 2009 era:
| Homes | Edats   | Dones |
| ----- | ------- | ----- |
| 0     | 95 o +  | 0     |
| 0     | 90 a 94 | 0     |
| 8     | 85 a 89 | 16    |
| 0     | 80 a 84 | 0     |
| 16    | 75 a 79 | 8     |
| 12    | 70 a 74 | 4     |
| 20    | 65 a 69 | 20    |
| 8     | 60 a 64 | 12    |
| 8     | 55 a 59 | 8     |
| 20    | 50 a 54 | 20    |
| 8     | 45 a 49 | 16    |
| 36    | 40 a 44 | 24    |
| 8     | 35 a 39 | 20    |
| 16    | 30 a 34 | 4     |
| 8     | 25 a 29 | 12    |
| 36    | 20 a 24 | 4     |
| 28    | 15 a 19 | 8     |
| 40    | 10 a 14 | 16    |
| 8     | 5 a 9   | 12    |
| 8     | 0 a 4   | 12    |

## Economia
El 2007 la població en edat de treballar era de 324 persones, 255 eren actives i 69 eren inactives. De les 255 persones actives 236 estaven ocupades (135 homes i 101 dones) i 19 estaven aturades (8 homes i 11 dones). De les 69 persones inactives 37 estaven jubilades, 15 estaven estudiant i 17 estaven classificades com a «altres inactius».

### Ingressos
El 2009 a La Lande-d'Airou hi havia 212 unitats fiscals que integraven 508,5 persones, la mediana anual d'ingressos fiscals per persona era de 15.909 €.

### Activitats econòmiques
Dels 11 establiments que hi havia el 2007, 1 era d'una empresa extractiva, 1 d'una empresa de fabricació d'altres productes industrials, 6 d'empreses de construcció, 1 d'una empresa de comerç i reparació d'automòbils, 1 d'una empresa de serveis i 1 d'una empresa classificada com a «altres activitats de serveis».
Dels 5 establiments de servei als particulars que hi havia el 2009, 2 eren paletes, 2 guixaires pintors i 1 fusteria.
L'únic establiment comercial que hi havia el 2009 era una botiga d'equipament de la llar.
L'any 2000 a La Lande-d'Airou hi havia 73 explotacions agrícoles que ocupaven un total de 1.204 hectàrees.

## Equipaments sanitaris i escolars
El 2009 hi havia una escola elemental integrada dins d'un grup escolar amb les comunes properes formant una escola dispersa.

## Poblacions més properes
El següent diagrama mostra les poblacions més properes.